# Pac's Life (пісня)
«Pac's Life» — другий сингл американського репера Тупака Шакура з його шостого посмертного альбому Pac's Life 2006 року, записаний за участю T.I. та R&B-співачки Ашанті. Продюсером пісні виступив L.T. Hutton.
Сингл досяг першого місця в чарті Bubbling Under R&B/Hip-Hop Singles у випуску журналу Billboard від 2 грудня 2006 року. Він також увійшов до десятки найкращих хітів в Ірландії та досяг 21 місця у Великій Британії. На MTV Australia пісня посіла перше місце в Hip Hop Countdown, випередивши нові релізи Jay-Z, Eminem, 50 Cent і Nas.
В оригінальній версії, записаній 29 липня 1996 року, Тупак сам співає приспів. Оригінальна версія містить семпл пісні «Pop Life» Прінса. Другий куплет Тупака був взятий з пісні «This Life I Lead».
В інтерв'ю Т.І. сказав, що робота над піснею була честю для нього, оскільки він обожнював Тупака, коли ріс.
На альбомі також був випущений ремікс за участю Снуп Доґга та Кріса Старра, а якому Снуп виконує куплет і приспів.

## Музичне відео
Прем'єра кліпу відбулася 22 листопада 2006 року на BET. Зйомки проходили в Центрі мистецтв Тупака Амару Шакура в Атланті, штат Джорджія. У кліпі також знялися T.I. та Ашанті. Прем'єра відео на MTV відбулася 28 листопада 2006 року.

## Список композицій
12"
1. «Pac's Life» (album version) (за участю T.I. та Ашанті)
2. «Scared Straight»
3. «Untouchable (Swizz Beatz Remix)»

CD
1. «Pac's Life» (album version) (за участю T.I. та Ашанті)
2. «Scared Straight»

## Чарти

### Щотижневі чарти
| Чарт (2006—2007)                                   | Пікова позиція |
| -------------------------------------------------- | -------------- |
| Австралія (ARIA)                                   | 34             |
| Німеччина (Media Control AG)                       | 31             |
| Ірландія (IRMA)                                    | 9              |
| Нова Зеландія (RIANZ)                              | 38             |
| Шотландія (Official Charts Company)                | 19             |
| Велика Британія (Official Charts Company)          | 21             |
| Велика Британія (UK R&B Chart)                     | 1              |
| США Bubbling Under Hot 100 Singles (Billboard)     | 19             |
| США Bubbling Under R&B/Hip-Hop Singles (Billboard) | 1              |

### Річні чарти
| Чарт (2007)                        | Позиція |
| ---------------------------------- | ------- |
| Велика Британія Urban (Music Week) | 26      |